# U.S. Route 40
De U.S. Route 40 (US 40) is een U.S. Route in de Verenigde Staten die loopt van Park City, Utah tot Atlantic City, New Jersey.

## Traject

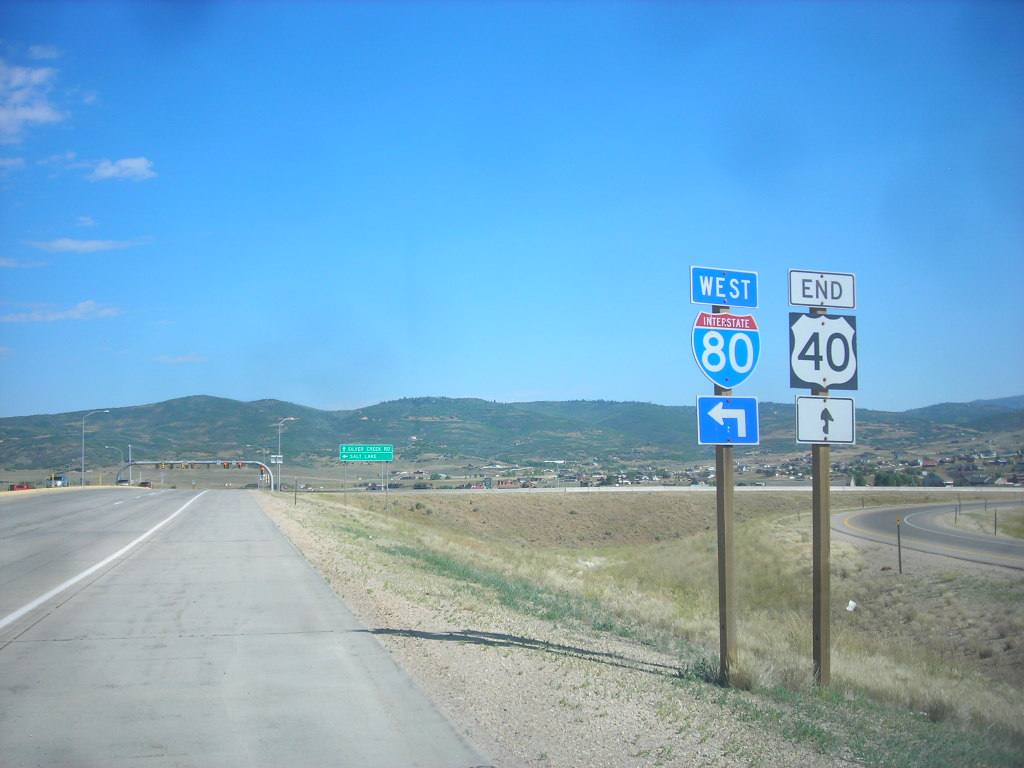
Het westelijke eindpunt op Silver Creek Junction

### US 40 inUtah
De weg begint in Park City, ten oosten van Salt Lake City aan de I-80 en loopt dan naar het zuidoosten, via Price en Vernal naar de grens met Colorado. De route in Utah is 281 kilometer lang.

### US 40 inColorado
Bij Dinosaur komt de weg de staat binnen en loopt dan door zeer dunbevolkt gebied naar het oosten. De weg loopt door de Rocky Mountains en loopt later samen met de I-70 naar Denver. Pas bij Limon slaat de route af, om voorbij Arapahoe de grens met Kansas over te steken. De route in Colorado is 799 kilometer lang.

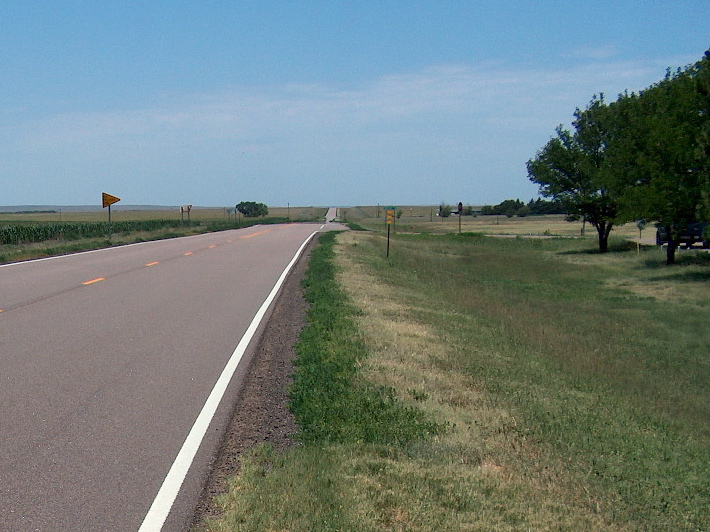
De US-40 in de Great Plains in Kansas

### US 40 inKansas
Bij Weskan komt de weg de staat binnen en loopt dan naar het oosten. Vanaf Oakley is de weg dubbelgenummerd met de I-70. Dit blijft zo tot aan Topeka, waarna de route een parallelle route vormt tot Kansas City aan de grens met Missouri. De route in Kansas is 682 kilometer lang.

### US 40 inMissouri
In de stad Kansas City komt de weg de staat binnen en loopt dan dubbelgenummerd met de I-70 naar het oosten. Pas bij Wentzville in het oosten van de staat slaat de route weer af en loopt dan naar St Louis aan de grens met Illinois. De route in Missouri is 410 kilometer lang.

### US 40 inIllinois
De weg komt dubbelgenummerd met de I-70 bij East St. Louis de staat binnen en vormt dan een parallelle route aan die snelweg naar het oosten. Bij Effingham kruist men de I-57 en voorbij Marshall verlaat men de staat. De route in Illinois is 262 kilometer lang.

### US 40 inIndiana
Bij de stad Terre Haute komt de weg de staat binnen en vormt dan een hoofdweg parallel aan de I-70 naar Indianapolis. Daarna loopt de route naar het oosten, tot aan Richmond aan de grens met Ohio. De route in Indiana is 232 kilometer lang.

### US 40 inOhio
Bij New Westville komt de weg de staat binnen, en loopt parallel aan de I-70 naar het oosten. Bij Dayton kruist men de I-75 in Columbus de I-71. De weg blijft daarna de route van de I-70 volgen tot Bridgeport aan de grens met West Virginia. De route in Ohio is 368 kilometer lang.

### US 40 inWest Virginia
In de stad Wheeling komt de weg de staat binnen en verlaat de staat dan snel weer bij Valley Grove, parallel aan de I-70. De route in West Virginia is 26 kilometer lang.

### US 40 inPennsylvania
Bij West Alexander komt de weg de staat binnen en verlaat bij Washington de route van de I-70. Men kruist de I-79 en de US 40 loopt naar het zuidoosten en verlaat bij Addison de staat. De route in Pennsylvania is 133 kilometer lang.

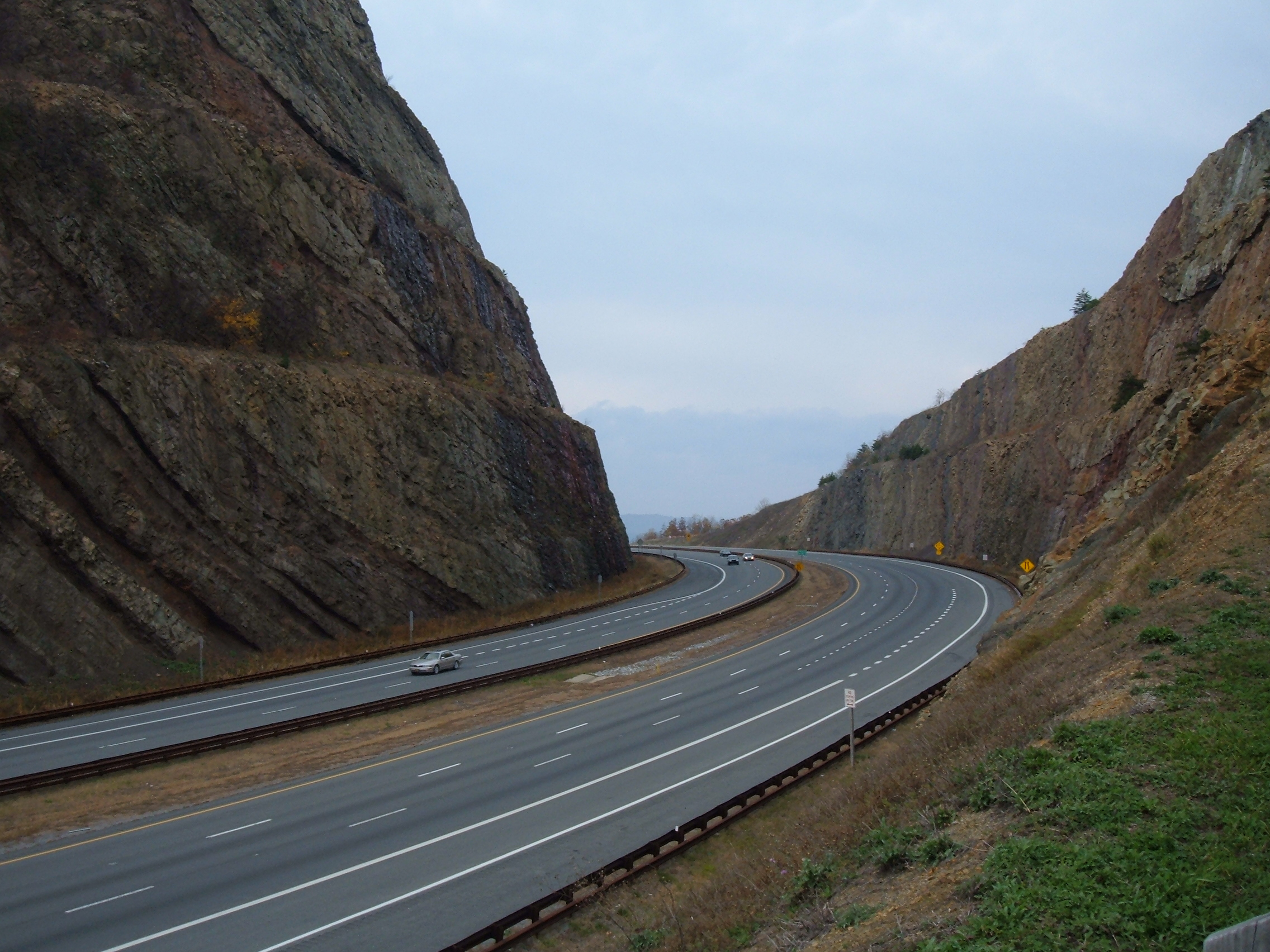
De US-40 ten westen van Hancock, Maryland

### US 40 inMaryland
Bij Keysers Ridge komt de weg de staat binnen en loopt dan parallel aan de I-68 naar het oosten, door Cumberland, waarna de weg weer samenloopt langs de I-70 via Hagerstown en Frederick naar Baltimore. Hier kruist men de I-95 en loopt de US 40 parallel aan die snelweg naar het noordoosten. Bij Elkton verlaat de weg de staat. De route in Maryland is 355 kilometer lang.

### US 40 inDelaware
Bij Glasgow komt de weg de staat binnen en verlaat deze weer bij New Castle, lopend door stedelijk gebied. De route in Delaware is 28 kilometer lang.

### US 40 inNew Jersey
Bij Pennsville komt de weg de staat binnen en loopt dan naar het zuidoosten, naar Atlantic City, waar de weg eindigt aan de Atlantische kust. De route in New Jersey is 103 kilometer lang.
1 ·
2 ·
3 ·
4 ·
5 ·
6 ·
7 ·
8 ·
9 ·
10 ·
11 ·
12 ·
13 ·
14 ·
15 ·
16 ·
17 ·
18 ·
19 ·
20 ·
21 ·
22 ·
23 ·
24 ·
25 ·
26 ·
27 ·
28 ·
29 ·
30 ·
31 ·
32 ·
33 ·
34 ·
35 ·
36 ·
37 ·
38 ·
39 ·
40 ·
41 ·
42 ·
43 ·
44 ·
45 ·
46 ·
48 ·
49 ·
50 ·
51 ·
52 ·
53 ·
54 ·
55 ·
56 ·
57 ·
58 ·
59 ·
60 ·
61 ·
62 ·
63 ·
64 ·
65 ·
66 ·
67 ·
68 ·
69 ·
70 ·
71 ·
72 ·
73 ·
74 ·
75 ·
76 ·
77 ·
78 ·
79 ·
80 ·
81 ·
82 ·
83 ·
84 ·
85 ·
87 ·
89 ·
90 ·
91 ·
92 ·
93 ·
94 ·
95 ·
96 ·
97 ·
98 ·
99 ·
101 ·
131 ·
163 ·
199 ·
340 ·
400 ·
412 ·
425